# モケウニ沼
モケウニ沼（モケウニぬま）は、北海道宗谷管内猿払村にある沼。浅茅野台地の東端に位置する海跡湖である。北緯45度12分26秒、東経142度15分54秒。北オホーツク道立自然公園特別保護地域となっている。名称はアイヌ語で枯れ木のある沼の意。

## 地理
北オホーツクの海岸に近く、夏、朝霧に包まれることもある。南に「第一沼」、北東に「小沼」がありモケウニ沼と連結している。
- 河川 : 猿払川水系

## 自然

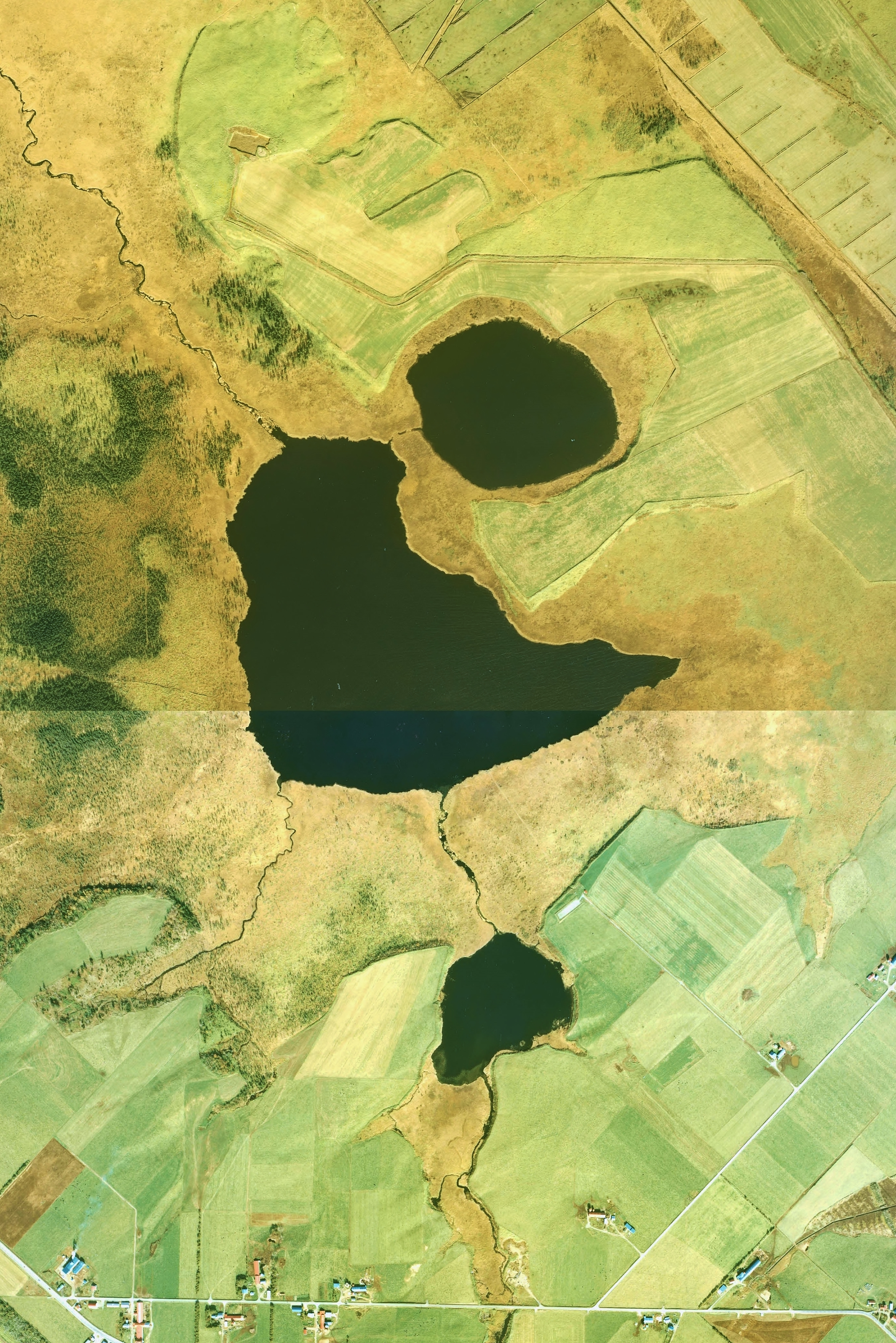
モケウニ沼周辺の空中写真。
1977年撮影の2枚を合成作成。
。

夏は冷涼、冬は積雪のある北オホーツク、日本の重要湿地500のひとつ猿払原野内に位置する。猿払川の下流域。
沼南部は総面積375ヘクタールのモケウニ沼湿原となっている。湿地保護のため木道、探勝歩道が設置されている。この周辺の低層湿原には40種を超える水生植物、湿原植物が分布する。ヨシなどを主体とし、ツルコケモモ、ミズゴケ、ワタスゲ、イソツツジなどの群落がみられる。さらに周囲にはアカエゾマツ、ハンノキなどの林が広がる。
この湖の東にある広大な一直線の幹線道路は旭化成の宣伝で使用されたことがある。
北にはエサヌカ原生花園があり、エゾスカシユリ、エゾカンゾウ、ハマナス、コケモモなどが群生する。